# Prison centrale de Ngaoundéré
La prison centrale de Ngaoundéré est la principale prison de la région de l'Adamaoua au Cameroun.
Construite dans les années 1920, elle comprend officiellement 900 prisonniers en 2013, dont 44 mineurs et 18 femmes.
La prison connait d'importants problèmes de surpopulation, d'hygiène et de manque de nourriture. En 2005, de six à dix prisonniers meurent chaque semaine.